# Rhexoacrodictys erecta
Rhexoacrodictys erecta är en svampart som först beskrevs av Ellis & Everh., och fick sitt nu gällande namn av W.A. Baker & Morgan-Jones 2002. Rhexoacrodictys erecta ingår i släktet Rhexoacrodictys, divisionen sporsäcksvampar och riket svampar.   Inga underarter finns listade i Catalogue of Life.